# ناتالیا گریس
ناتالیا گریس (بارنت) منس (انگلیسی: Natalia Grace؛ زادهٔ ۴ سپتامبر ۲۰۰۳) یک آمریکایی اوکراینی‌تبار با قامتی کوتاه  که در سال ۲۰۱۰، در سن هفت‌سالگی توسط یک خانواده آمریکایی به فرزندخواندگی پذیرفته شد اما یک سال بعد توسط آن‌ها رها شد. والدین فرزندخوانده‌اش ادعا کردند که ناتالیا یک بزرگسال بوده و در سال ۲۰۱۱ موفق شدند دادگاه را قانع کنند که سال تولد او را به‌طور قانونی از ۲۰۰۳ به ۱۹۸۹ تغییر دهد. اما در آزمایشی که در آگوست ۲۰۲۳ توسط شرکت TruDiagnostic انجام شد، تخمین زده شد که سن واقعی ناتالیا حدود ۲۲ سال  و این نشان می‌دهد که در زمان رها شدن او در اولین آپارتمانش در سال ۲۰۱۱، او تنها ۸ سال داشت. پس از آن تاریخ تولد قانونی او به سال ۲۰۰۳ بازگردانده شده است.